# Marc-André Moreau
Marc-André Moreau (Chambly, 22 de enero de 1982) es un deportista canadiense que compitió en esquí acrobático, especialista en la prueba de baches.
Ganó una medalla de plata en el Campeonato Mundial de Esquí Acrobático de 2005. Participó en los Juegos Olímpicos de Turín 2006, ocupando el cuarto lugar en su especialidad.

## Medallero internacional
| Campeonato Mundial | Campeonato Mundial | Campeonato Mundial | Campeonato Mundial |
| Año                | Lugar              | Medalla            | Prueba             |
| ------------------ | ------------------ | ------------------ | ------------------ |
| 2005               | Ruka (Finlandia)   | Medalla de plata   | Baches             |